# Nelson Abadía
Nelson Abadía Aragón (* 5. Juni 1956 in Cali) ist ein kolumbianischer Fußballtrainer. Derzeit trainiert er die kolumbianische Frauennationalmannschaft.

## Karriere
Im Alter von 25 Jahren trat er im Jahr 1979 dem Trainerstab von Gabriel Ochoa Uribe bei América de Cali bei. Später war er auch Co-Trainer bei Cúcuta Deportivo, wo er Teil des Teams von Federico Sacchi war. In der Zeit als Ochoa Nationaltrainer Kolumbiens war, gehörte er hier auch dem Trainer-Stab an. Auch unterstützte er Luis Alfonso Marroquín welcher im Jahr 1985 die U20-Nationalmannschaft leitete.
Mindestens im Jahr 1997 war er dann auch Cheftrainer der B-Mannschaft von América de Cali, wo er diese zu einer erfolgreichen Saison in der dritten Liga leitete.
Später war er im Jahr 2004 noch Trainer des Tauro FC in Panama. Zurück in Kolumbien trainierte er dann Centauros Villavicencio in der Categoría Primera B. Auch in der Primera B war er dann im Jahr 2008 für Patriotas Boyacá tätig.
Seit 2014 ist er nun für die kolumbianische Frauennationalmannschaft zuständig. Erst war er noch Teil des Stabs von Fabián Taborda, seit September 2017 ist er nun aber auf der Position des Cheftrainers. Parallel trainierte er zudem noch bis Ende 2021 die U20-Mannschaft der Frauen. Mit dieser nahm er an der Copa América 2022 teil und schaffte es mit seiner Mannschaft auf den zweiten Platz. So brachte er seine Mannschaft zur Teilnahme an der Weltmeisterschaft 2023 und den Panamerikanischen Spielen 2023. 